# Scenopinus fijianus
Scenopinus fijianus är en tvåvingeart som först beskrevs av Krober 1939.  Scenopinus fijianus ingår i släktet Scenopinus och familjen fönsterflugor.
Artens utbredningsområde är Fiji. Inga underarter finns listade i Catalogue of Life.